# Regierungspräsident
Een regeringspresident (Duits: Regierungspräsident) is in Duitsland de voorzitter van een decentrale regering.
Een regeringspresident is een voorzitter van een:
- Bezirksregering (Bezirksregierung) (in Noordrijn-Westfalen)
- Regeringspresidium (Regierungspräsidium) (in Baden-Württemberg en Hessen)
- Regering (Regierung) (in Beieren)

De regeringspresident wordt benoemd door de minister-president van een Duitse deelstaat.